# Sydney F. Wise
Pour les articles homonymes, voir Wise.
Sydney Francis Wise, né le 14 novembre 1924 à Toronto et mort le 8 mars 2007 à Ottawa, est un historien canadien. Il est entre 1966 et 1973 l'historien officiel de l'armée canadienne. En 1973, il rentre à l'Université Carleton comme professeur, où il termine sa carrière.

## Biographie

### Jeunesse et carrière militaire
Sydney Francis Wise nait en 1924 à Toronto où il y passe son enfance,. Son père a fait partie du corps canadien durant la Première Guerre mondiale.
Il effectue ses études au institut collégial de Riverdale (en) et dès qu'il est diplômé, en 1943, il s'engage dans l'aviation royale canadienne,. Il devient pilote pour le RCAF Eastern Air Command (en),. Il termine la guerre avec le grade de flying officer,.

### Carrière académique
Après la Seconde Guerre mondiale, de retour au Canada, il reprend des études à l'Université de Toronto comme d'innombrables vétérans. En 1949, il est diplômé comme historien de l'Université Victoria à l'Université de Toronto,. Il reçoit le prix Maurice Cody. Il reçoit alors la bourse de recherche Alexander Mackenzie et passe une année supplémentaire aux études, se formant à la science des bibliothèques,. Il rejoint alors une carrière universitaire au sein du département d'histoire du Collège militaire royal (CMR) du Canada en 1950,,. Il y rencontre notamment George Stanley avec qui il travaille. Il enseigne alors avec Richard Arthur Preston, le premier cours général d'histoire militaire proposé par le collège. Ils publieront ensemble le livre Men in Arms: A History of Warfare and its Interrelationships with Western Society (Les hommes en armes : une histoire de la guerre et de ses relations avec la société occidentale), qui sera publié durant de nombreuses années, recevra cinq éditions et est considéré comme une référence.
En parallèle, Sydney Wise commence une maîtrise à l'Université Queen's, d'où il diplômé en 1953. En 1956, il quitte le CMR pour rejoindre le département d'histoire de l'Université Queen's,. Il y donne cours et devient professeur en 1964.

### Historien officiel de l'armée canadienne
En 1966, Charles Stacey persuade Sydney Wise de devenir l'historien officiel de l'armée canadienne,. Il rejoint ainsi les quartiers généraux de la Défense nationale à Ottawa. Stacey souhaite que Sydney Wise écrive l'histoire officielle de l'aviation royale canadienne. En parallèle de son travail pour l'armée, notamment sur les canadiens ayant servi dans le Royal Flying Corps, le Royal Naval Air Service et la Royal Air Force entre 1914 et 1919, il continue ses recherches sur l'histoire intellectuelle du Canada avant la Confédération, notamment dans le Haut-Canada. Il publie de nombreux livres sur le sujet et est reconnu comme expert dans le domaine.
Sydney Wise profite de son passé universitaire pour améliorer le département en formant les historiens, ce qui améliore de manière sensible la qualité des ouvrages et rapports. L'équipe grandit et il engage plusieurs historiens dont Norman Hillmer (en) et pousse ses équipes à publier dans des revues et aux journaux. L'ambiance est parfaite et ressemble plus à un département d'histoire universitaire qu'à un bureau gouvernemental.
Les travaux publiés par ses équipes sur les pilotes canadiens durant la Première Guerre mondiale sont reconnus et montrent l'efficacité de la discipline mise en place par Sydney Wise.

### Carrière à Carleton
En 1973, il quitte son poste et rejoint le département d'histoire de l'université Carleton comme professeur,. Il est remplacé par W. A. B. Douglas (en). La même année, Sydney Wise devient président de la société historique du Canada (en) ainsi que président du conseil de recherches en sciences humaines du Canada de 1974 à 1975. De 1978 à 1981, il dirige l'Institute of Canadian Studies de Carleton. De 1984 à 1986, il président du comité des études supérieures de l'Ontario et de 1985 à 1986, président de l'association canadienne des écoles doctorales.
En 1981, il devient doyen des études supérieures à Carleton, poste qu'il occupe jusqu'en 1990,. Durant son mandat, il met en place un partenariat entre Carleton et l'Université d'Ottawa.
Durant la fin de sa carrière, Sydney Wise s'intéresse, en dehors des pilotes canadiens à la force aérienne royale australienne. En 1988, il est professeur invité à l'université de Nouvelle-Galles du Sud où il donne un cours sur la guerre civile américaine. Il sera de nouveau invité en 1996 et y va de manière privée en 1998 mais donne néanmoins une conférence à Canberra la Première Guerre mondiale.
Sydney Wise prend sa retraite en 1998 et devient professeur émérite. Il aura une carrière productive, « Syd était toujours à la recherche de nouvelles idées et profitait pleinement de la vie lorsqu'il s'adonnait à cette activité. ».

### Décès
Bien que pensionné, Sydney Wise continue à travailler, notamment sur la Bataille de Normandie et l'implication canadienne. Malade, il ne peut d'ailleurs pas assister à l'inauguration en novembre 2006 du monument aux Valeureux pour lequel il était impliqué. Son dernier projet porte sur les activités du corps canadien en 1918. 
Sydney Wise meurt le 8 mars 2007 à l'âge de 82 ans à son domicile à Ottawa,. Sa femme, Verna Isobel Mulholland, qu'il a épousé en 6 septembre 1947, lui survit,. Ils ont deux fils.
Durant sa carrière, il publiera treize livres et plus de quarante articles scientifiques.

### Passions
En dehors de ses activités professionnelles, Sydney Wise est un sportif accompli, ayant notamment entrainé l'équipe de baseball du CMR dans les années 50. Il est également un fin connaisseur des sportifs canadiens. Il publie ainsi en 1974 avec Doug Fisher, un ami et Nancy Greene, une skieuse olympique canadienne le livre Canada’s Sporting Heroes: Their Life and Times (Les héros sportifs canadiens : leur vie et leur époque).
Sydney Wise est également un grand amateur de vins, répertoriant chaque vin dégusté dans un carnet avec des indications sur l'évènement.

## Scandale de l'opération Spring
La destruction de l'unité canadienne des Black Watch au cours de l'opération Spring lors du débarquement en Normandie est considérée comme un scandale et des rumeurs font état d'une dissimulation de la part des Canadiens. Ces rumeurs sont aggravées par le fait que Stacy et Sydney F. Wise conspirent pour « cacher aux parents du major Griffin la seule copie du rapport préliminaire sur l'opération Spring qui ait survécu ». Les deux hommes ont en effet sauvegardé la copie survivante du rapport contre les ordres.

## Distinctions
- Médaille du jubilé d'argent d'Élisabeth II (1977)[12]
- Médaille d'or Cruikshank de la Société historique de l'Ontario (1979)[13]
- Membre de la Société royale du Canada (1983)[14]
- Docteur honoris causa de l'Université de Guelph (1987)[8],[2]
- Membre de l'Ordre du Canada (1989)[8],[15]
- Officier de l'Ordre du Canada pour ses cinquante ans de carrière (2004)[8],[15]

## Œuvre
- Sydney F. Wise et Robert Craig Brown, Canada Views the United States: Nineteenth-century Political Attitudes, University of Washington Press, 1967, 139 p. (ISBN 9780295785509)
- Richard Arthur Preston et Sydney F. Wise, Men in Arms: A History of Warfare and Its Interrelationships with Western Society, Holt, Rinehart, and Winston, 1979, 450 p. (ISBN 9780030456817)
- Sydney F. Wise, Canadian Airmen and the First World War, University of Toronto Press, 1980, 771 p. (ISBN 9780802023797)
- Sydney F. Wise, Canadian Airmen and the First World War: The Official History of the Royal Canadian Air Force, Volume I, University of Toronto Press, 1980 (ISBN 9780802023797, lire en ligne)
- Richard Arthur Preston, Alex Roland et Sydney F. Wise, Men in Arms: A History of Warfare and Its Interrelationships with Western Society, Holt, Rinehart and Winston, 1991, 458 p. (ISBN 9780030334283)
- Sydney F. Wise, God's Peculiar Peoples: Essays on Political Culture in Nineteenth Century Canada, McGill–Queen's University Press, 1993, 287 p. (ISBN 9780773595712)
- Sydney F. Wise, Brereton Greenhous, Stephen J. Harris, William C. Johnston et Rawling, The Crucible of War, 1939-1945, Volume 3, University of Toronto Press, 1994, 1096 p. (ISBN 9780802005748)